# نسخه‌های ویندوز ۱۰
ویندوز ۱۰ (به انگلیسی: Windows 10) دارای هفت نگارش است که هریک دارای یک سری از ویژگی‌ها و سخت‌افزار‌ها است.

## ویرایش‌های ویندوز ۱۰

### ویندوز ۱۰ خانگی
ویندوز ۱۰ خانگی (به انگلیسی: Windows 10 Home) برای رایانه‌های رومیزی، تبلت‌ها و ۲در۱ها طراحی شده‌است و دارای همهٔ ویژگی‌های مصرف‌کننده است.

### ویندوز ۱۰ پیشرفته
ویندوز ۱۰ پیشرفته (به انگلیسی: Windows 10 Pro) که با نام‌های پرو/پیشرفته و پروفشنال شناخته می‌شود. دارای همان ویژگی‌های ویرایش خانگی است به همراه ویژگی‌های سودمند برای کسب و کار.

### ویندوز ۱۰ سازمانی
ویندوز ۱۰ سازمانی (به انگلیسی: Windows 10 Enterprise) این ویرایش همهٔ ویژگی‌های ویندوز ۱۰ پیشرفته را دارد همراه با ویژگی‌های افزوده برای یاری به سازمان‌های فناوری اطلاعات.

#### ویندوز ۱۰ سازمانی (نسخه کانال خدمات بلند مدت/Long Terme Channel Servicing)
این نسخه خاص از ویندوز ۱۰ (به انگلیسی: Windows 10 Enterprise LTCS) کانال خدمات بلند مدت نام دارد که در گذشته Windows 10 Enterprise LTBS نام داشت. در این نسخه، تمامی امکانات ویرایش‌های مختلف ویندوز ۱۰ را داراست (همانند نسخه سازمانی/Enterprise) با این تفاوت که شامل برنامه‌های مترو (Metro Apps) نمی‌شود و فروشگاه مایکروسافت و مرورگر مایکروسافت اج و برنامه‌هایی مثل کورتانا، آب و هوا، نقشه، موزیک پلیر، پخش کننده تصاویر، ایکس‌باکس و… در این نسخه وجود ندارند. همچنین این نسخه تنها بروزرسانی‌ها و پچ‌های امنیتی را به صورت ماهانه و تا ده سال دریافت می‌کند که تمامی آن‌ها تست شده و بدون هیچ گونه باگ امنیتی هستند و بروزرسانی‌های نرم‌افزاری (ویژگی‌ها و امکانات جدید و…) را شامل نمی‌شود (نسخه جدید برای این نسخه هر دو یا سه سال یک بار منتشر می‌شود). این نسخه فاقد هرگونه اپلیکیشن اضافی و سرویس‌های بلا استفاده می‌شود… این نسخه بسیار سبک است و سرعت بهتری نسبت به سایر نسخه‌ها دارد، در این نسخه مرورگر IE 11 می‌باشد و ظاهر ماشین حساب و Paint هم مانند ویندوز ۷ می‌باشد.
قرار بود Windows 10 S جایگزین این نسخه شود؛ اما عرضه این نسخه در سال ۲۰۱۸ منتفی شد و نسخه جدیدی برای LTSC منتشر شد.

### ویندوز ۱۰ آموزشی
ویندوز ۱۰ آموزشی (به انگلیسی: Windows 10 Education) همهٔ ویژگی‌های ویندوز سازمانی را دارد و برای استفاده در ساماندهی‌های آموزشی طراحی شده‌است. این ویرایش برای دوره‌های لایسنس دانشگاهی در دسترس است.

### ویندوز ۱۰ موبایل
ویندوز ۱۰ موبایل یا همراه برای تلفن‌های هوشمند و تبلتهای کوچک طراحی شده‌است؛ و دارای همهٔ ویژگی‌های پایهٔ مصرف‌کننده است.

### ویندوز ۱۰ همراه سازمانی
ویندوز ۱۰ همراه سازمانی (به انگلیسی: Windows 10 Mobile Enterprise) همهٔ ویژگی‌های ویندوز ۱۰ همراه را فراهم می‌کند افزون بر این ویژگی‌هایی برای یاری به سازمان‌های فناوری اطلاعات را نیز دارد.

### ویندوز ۱۰ هسته اینترنت اشیاء
ویندوز ۱۰ هسته اینترنت اشیاء (به انگلیسی: Windows 10 IoT Core) نسخه‌ای از ویندوز ۱۰ است که به‌طور ویژه برای استفاده در فوت‌پرینت‌های کوچک و دستگاه‌های کم‌هزینه طراحی شده‌است.

## ویندوز ۱۰ نسخه خالص یا Signature Edition
ویندوز ۱۰ نسخه خالص (به انگلیسی: Windows 10 Signature Edition) همان نسخه‌های دیگر ویندوز است ولی در آن خبری از تولبارهای اضافی، نرم‌افزارهای رایگان تستی مانند آنتی‌ویروس‌ها، بازی‌ها و بقیه چیزهایی که کارخانه‌های سازنده کامپیوتر رومیزی، لپ‌تاپ و تبلت از قبل در ویندوز نصب می‌کنند، نیست. برتری این ویندوز در مقایسه با ویندوزهایی که در کارخانه‌ها بر روی دستگاه‌ها نصب می‌شوند، نبود برنامه‌های اضافی و سرعت بالاتر آن می‌باشد. تمام ویندوزهایی که در سایت مایکروسافت به صورت اورجینال برای دانلود ارائه می‌شوند، از نوع Signature Edition می‌باشند.